# 도쿠혼
도쿠혼 주식회사(일본어: 株式会社トクホン)은 일본의 제약 회사이다.

## 회사 개요
1901년, 스즈키 일본당으로 창업했다. 종전 후의 1948년에 주식회사로 조직 변경했다. 1989년에 현재의 이름으로 변경했다.